# Rahimtulla Tower
Rahimtulla Tower är en byggnad i Upper Hill, Nairobi, Kenya. Byggnaden är 54 meter hög, men dess läge på en kulle intill stadens omedelbara centrum gör den till ett välkänt landmärke. På taket står en 30 meter hög mast. Byggnaden stod klar 1999. Det är den högsta byggnaden i Upper Hill. 
I mitten på 2010-talet rasade en tvist om vem som ägare till byggnaden.